# Битка код Спрехија
Битка код Спрехија (грч. Μαχη του Σπερχειου; буг. битка при Сперхеи) вођена је 16. јула 997. године између војске Византијског царства под командом Нићифора Урана са једне и војске Првог бугарског царства под Самуилом са друге стране. Део је Византијско-бугарских ратова, а завршена је победом Византинаца.

## Битка
Положај Византијског царства био је тежак након великог пораза у бици код Трајанових врата 986. године. Стање је додатно погоршао сукоб са фатимидским калифом Ел Азизом у Сирији. Такво стање користио је бугарски цар Самуило да од Византије преотме неколико двораца на Балкану укључујући и Солун, други по величини град у царству. Након победе код Солуна, Самуило је марширао ка Лариси и Коринту. Код реке Спрехи дочекао га је византијски војсковођа Уран. Јаке кише спречавале су обе војске да пређу на другу страну и започну сукоб. Тако је битка одлагана неколико дана. Уран је пронашао плићак, прешао реку и напао Бугаре на спавању. Бугари су одлучно поражени. Нићифор је заробио 12000 бугарских војника које је одвео у Цариград.